# 木村徳国
木村徳国（きむらのりくに、1926年（大正15年）5月9日 - 1984年（昭和59年）10月7日）は、日本の建築史家。明治大学教授を歴任。
大学院時代に関与した広島平和記念公園の懸賞設計競技に一等当選したグループのメンバーとしても知られるが、大学院退学後建築史の研究への道へ。初期は日本近代建築史に関する論考を中心に研究生活を送る。後1970年以降は日本古代建築史・住宅史を主な研究対象としたことで知られる。京都府竹野郡間人町（現・丹後町間人）生まれ。

## 経歴
- 旧制東京府立第四中学校、旧制静岡高等学校を経て1948（昭和23）年、東京大学第一工学部建築学科を卒業。引き続き同大学大学院へ進学。1952（昭和27）年に大学院を退学し、同年1月北海道大学工学部講師に就任、同年7月に助教授となる。
- 1960（昭和35）年、論文「日本近代都市独立住宅様式の成立と展開に関する史的研究」[4]工学博士の学位。
- 1965（昭和40）年、明治大学工学部教授に就任。
- 1980（昭和55）年、「日本古代住宅史に関する一連の研究」を理由に1979（昭和54）年度日本建築学会賞（第一部論文部門)を受賞。

## 主な著書
- 『古代建築のイメージ』（NHKブックス336，日本放送協会出版、1979年）[5]
- 『上代語にもとづく日本建築史の研究』（中央公論美術出版、1988年）[6][7]
- 『住宅近代史』（共著、雄山閣, 1969年）[8]
- 『家－日本古代文化の探究』』（大林太良 編、社会思想社、1975）
- 一級建築士試験問題の傾向と対策（木村徳国, 斎藤平蔵, 李鍵, 池原義郎 著、彰国社、1975）